# Edmund Kaczkowski
Edmund Kaczkowski herbu Świnka (ur. 17 sierpnia 1878 w Moniatyczach, zm. 11 kwietnia 1942 w Sachsenhausen) – pułkownik audytor Wojska Polskiego.

## Życiorys
Edmund Kaczkowski urodził się 2 lipca 1889 w Moniatyczach, w rodzinie Jana Gustawa i Marii z Jaworskich. Ukończył studia prawnicze. Po odzyskaniu przez Polskę niepodległości wstąpił do Wojska Polskiego. W stopniu kapitana tymczasowo od 13 listopada 1918 sprawował stanowisko kierownika Sądu Wojennego (zniesionym 1 marca 1919), referenta prawnego oraz do 16 kwietnia 1920 p.o. referenta oświatowego przy Dowództwie Okręgu Generalnego w Kielcach. Do 1919 pełnił funkcję sędziego pokoju w Radomsku w ramach okręgu sądowego piotrkowskiego. 24 czerwca 1920 roku został zatwierdzony z dniem 1 kwietnia 1920 roku w stopniu podpułkownika, w Korpusie Sądowym, w grupie oficerów byłych Korpusów Wschodnich i byłej armii rosyjskiej. Był wówczas sędzią Sądu Wojskowego Okręgu Generalnego Kielce.
3 maja 1922 został zweryfikowany w stopniu pułkownika ze starszeństwem z dniem 1 czerwca 1919 w korpusie oficerów sądowych. W 1923 był szefem Wojskowego Sądu Okręgowego Nr IX w Brześciu. Z dniem 1 listopada 1924 został przeniesiony do Wojskowego Sądu Okręgowego Nr II w Lublinie na stanowisko szefa sądu. 21 czerwca 1927 Prezydent RP mianował go sędzią Najwyższego Sądu Wojskowego, a minister spraw wojskowy przydzielił do Najwyższego Sądu Wojskowego w Warszawie na stanowisko sędziego. Z dniem 31 marca 1929 został przeniesiony w stan spoczynku. W 1934 jako pułkownik w stanie spoczynku pozostawał w ewidencji Powiatowej Komendy Uzupełnień Włocławek.
Później pełnił urząd notariusza (wzgl. rejenta) w Nieszawie przy Sądzie Okręgowym w Toruniu do sierpnia 1939. W tym czasie od 1929 sprawował też funkcję prezesa zarządu Ochotniczej Straży Pożarnej w Nieszawie. W styczniu 1934 został wybrany do składu rady notarialnej przy Izbie Notarialnej na Okręg Sądu Apelacyjnego w Poznaniu. Mieszkał przy ulicy 3 Maja w Nieszawie.
Podczas II wojny światowej w czasie okupacji niemieckiej został aresztowany przez Niemców i przewieziony do niemieckiego obozu koncentracyjnego Dachau 9 maja 1940 (nr 9492), skąd został przewieziony do obozu Sachsenhausen, gdzie 11 kwietnia 1942 poniósł śmierć.
Jego żoną od 1909 była Maria z domu Zaleska (1888–1965). Edmund Kaczkowski został symbolicznie upamiętniony na Cmentarzu Powązkowskim w Warszawie: na grobowcu rodziny swojej żony, Zaleskich (kwatera 30, rząd 6, miejsce 35, 36) oraz na grobowcu rodziny Jaworskich.

## Ordery i odznaczenia
- Krzyż Oficerski Orderu Odrodzenia Polski (2 maja 1922)[22][23]